# Ronde van Frankrijk 2025/Tiende etappe
De tiende etappe van de Ronde van Frankrijk 2025 werd verreden op 14 juli. De Brit Simon Yates won de rit vanuit de vroege vlucht, voor de Nederlander Thymen Arensman en de Ier Ben Healy. Healy nam wel de leiderstrui over van Tadej Pogačar, die bijna vijf minuten later als eerste van de favorieten voor het eindklassement over de finish kwam.

## Parcours
De etappe startte in Ennezat. De tussensprint lag na 44,4 kilometer in Durtol. Daarnaast moesten onderweg zeven beklimmingen van de tweede categorie, waaronder de Col de la Croix Morand en de Col de la Croix Saint-Robert, en een van de derde categorie worden gedaan. Na 165,3 kilometer lag de finish bergop bij het skistation van Le Mont-Dore.

## Koersverloop
Dit overzicht is mogelijk incompleet; u kunt helpen door het uit te breiden.

## Uitslag etappe
| Ennezat – Le Mont-Dore (165,3 km) |                    |                       |          |
| Plaats                            | Naam               | Ploeg                 | Tijd     |
| Winnaar                           | Simon Yates        | Visma \| Lease a Bike | 4u20'05" |
| 2                                 | Thymen Arensman    | INEOS Grenadiers      | + 9"     |
| 3                                 | Ben Healy          | EF Education-EasyPost | + 31"    |
| 4                                 | Ben O'Connor       | Jayco AlUla           | + 49"    |
| 5                                 | Michael Storer     | Tudor                 | + 1'23"  |
| 6                                 | Joseph Blackmore   | Israel-Premier Tech   | + 3'57"  |
| 7                                 | Anders Johannessen | Uno-X Mobility        | + 4'38"  |
| 8                                 | Lenny Martinez     | Bahrain Victorious    | + 4'51"  |
| 9                                 | Tadej Pogačar      | UAE Team Emirates-XRG | z.t.     |
| 10                                | Jonas Vingegaard   | Visma \| Lease a Bike | z.t.     |
|                                   |                    |                       |          |
| 13                                | Remco Evenepoel    | Soudal Quick-Step     | + 4'57"  |

 –  Ben Healy was de strijdlustigste renner van de etappe.

## Klassementen

### Algemeen klassement
| Algemeen klassement (gele trui) |                    |                         |          |
| Plaats                          | Naam               | Ploeg                   | Tijd     |
| Gele trui                       | Ben Healy          | EF Education-EasyPost   | 37u41'49 |
| 2                               | Tadej Pogačar      | UAE Team Emirates-XRG   | + 29"    |
| 3                               | Remco Evenepoel    | Soudal Quick-Step       | + 1'29"  |
| 4                               | Jonas Vingegaard   | Visma \| Lease a Bike   | + 1'46"  |
| 5                               | Matteo Jorgenson   | Visma \| Lease a Bike   | + 2'06"  |
| 6                               | Kévin Vauquelin    | Arkéa-B&B Hotels        | + 2'26"  |
| 7                               | Oscar Onley        | Picnic PostNL           | + 3'24"  |
| 8                               | Florian Lipowitz   | Red Bull-BORA-hansgrohe | + 3'34"  |
| 9                               | Primož Roglič      | Red Bull-BORA-hansgrohe | + 3'41"  |
| 10                              | Tobias Johannessen | Uno-X Mobility          | + 5'03"  |
|                                 |                    |                         |          |
| 25                              | Thymen Arensman    | INEOS Grenadiers        | + 21'41" |

### Puntenklassement
| Puntenklassement (groene trui) |                      |                       |        |
| Plaats                         | Naam                 | Ploeg                 | Punten |
| Groene trui                    | Jonathan Milan       | Lidl-Trek             | 227    |
| 2                              | Tadej Pogačar        | UAE Team Emirates-XRG | 163    |
| 3                              | Biniam Girmay        | Intermarché-Wanty     | 151    |
| 4                              | Tim Merlier          | Soudal Quick-Step     | 150    |
| 5                              | Mathieu van der Poel | Alpecin-Deceuninck    | 128    |
| 6                              | Anthony Turgis       | TotalEnergies         | 106    |
| 7                              | Jonas Vingegaard     | Visma \| Lease a Bike | 86     |
| 8                              | Kaden Groves         | Alpecin-Deceuninck    | 67     |
| 9                              | Quinn Simmons        | Lidl-Trek             | 64     |
| 10                             | Remco Evenepoel      | Soudal Quick-Step     | 59     |

### Bergklassement
| Bergklassement (bolletjestrui) |                            |                       |        |
| Plaats                         | Naam                       | Ploeg                 | Punten |
| Bolletjestrui                  | Lenny Martinez             | Bahrain Victorious    | 27     |
| 2                              | Ben Healy                  | EF Education-EasyPost | 16     |
| 3                              | Michael Woods              | Israel-Premier Tech   | 11     |
| 4                              | Tim Wellens                | UAE Team Emirates-XRG | 8      |
| 5                              | Thymen Arensman            | INEOS Grenadiers      | 8      |
| 6                              | Tadej Pogačar              | UAE Team Emirates-XRG | 7      |
| 7                              | Anders Halland Johannessen | Uno-X Mobility        | 6      |
| 8                              | Simon Yates                | Visma \| Lease a Bike | 5      |
| 9                              | Quinn Simmons              | Lidl-Trek             | 5      |
| 10                             | Ben O'Connor               | Jayco AlUla           | 5      |

### Jongerenklassement
| Jongerenklassement (witte trui) |                     |                         |          |
| Plaats                          | Naam                | Ploeg                   | Tijd     |
| Witte trui                      | Ben Healy           | EF Education-EasyPost   | 37u41'49 |
| 2                               | Remco Evenepoel     | Soudal Quick-Step       | + 1'29"  |
| 3                               | Kévin Vauquelin     | Arkéa-B&B Hotels        | + 2'26"  |
| 4                               | Oscar Onley         | Picnic PostNL           | + 3'24"  |
| 5                               | Florian Lipowitz    | Red Bull-BORA-hansgrohe | + 3'34"  |
| 6                               | Carlos Rodríguez    | INEOS Grenadiers        | + 5'44"  |
| 7                               | Mattias Skjelmose   | Lidl-Trek               | + 7'02"  |
| 8                               | Romain Grégoire     | Groupama-FDJ            | + 15'15" |
| 9                               | Joseph Blackmore    | Israel-Premier Tech     | + 28'54" |
| 10                              | Alex Baudin         | EF Education-EasyPost   | + 30'20" |
|                                 |                     |                         |          |
| 15                              | Frank van den Broek | Picnic PostNL           | + 44'49" |

### Ploegenklassement
| Plaats | Ploeg                           | Tijd       |
| ------ | ------------------------------- | ---------- |
|        | Team Visma \| Lease a Bike      | 113u06'32" |
| 2      | UAE Team Emirates-XRG           | + 16'45"   |
| 3      | Decathlon AG2R La Mondiale Team | + 28'12"   |
| 4      | Groupama-FDJ                    | + 29'07"   |
| 5      | Arkéa-B&B Hotels                | + 29'41"   |

## Uitvallers
Niet gestart
- Marijn van den Berg (EF Education-EasyPost): Van den Berg ging niet meer van start vanwege blessures die hij aan een valpartij in de eerste etappe had overgehouden.[2]
- Georg Zimmermann (Intermarché-Wanty): Een dag eerder was Zimmerman ten val gekomen. In de nacht begon hij tekenen van een hersenschudding te tonen, waardoor hij niet meer opstapte.[2]

Opgave
- Søren Wærenskjold (Uno-X Mobility): Wærenskjold was een dag eerder ten val gekomen, maar reed de etappe nog wel uit. Deze etappe startte hij nog wel, maar werd al vroeg gelost uit het peloton en besloot definitief in de remmen te knijpen.[3]

1e etappe ·
2e etappe ·
3e etappe ·
4e etappe ·
5e etappe ·
6e etappe ·
7e etappe ·
8e etappe ·
9e etappe ·
10e etappe ·
11e etappe ·
12e etappe ·
13e etappe ·
14e etappe ·
15e etappe ·
16e etappe ·
17e etappe ·
18e etappe ·
19e etappe ·
20e etappe ·
21e etappe
Startlijst · Eindstanden · Afbeeldingen